# Plundered My Soul
«Plundered My Soul» —en español: «Robaste mi alma»— es una canción de la banda británica The Rolling Stones, escrita por Mick Jagger y Keith Richards, presentada como bonus track en la reedición 2010 de su álbum Exile on Main St. de 1972.
Fue la primera canción inédita lanzada por la banda que quedó descartada del disco original Exile on Main St. Una edición limitada del sencillo fue puesta a la venta en tiendas el 17 de abril de 2010, en honor del Record Store Day.
El sencillo alcanzó el puesto # 200 en el UK Top 200 Singles Chart, el # 2 en ventas de sencillos de Billboard y el # 42 en Rock Songs Airplay de Billboard. También alcanzó el # 15 en el Top 100 Singles de Francia, y permaneció allí durante una semana. El vídeo musical es dirigido por Jonas Odell.
La canción fue grabada en su versión primitiva durante las sesiones del disco Exile on Main St.,en la casa de Keith Richards ubicadas en Villefranche-sur-mer, Francia, a mediados de 1971. Si bien la canción fue descartada del álbum, en noviembre del 2009 fue tomada la maqueta original y agregaron nuevas de voces y guitarras de Mick Jagger y Mick Taylor. 

## Personal
Acreditados:
- Mick Jagger: voz, guitarra acústica, percusión
- Keith Richards: guitarra eléctrica rítmica
- Mick Taylor: guitarra solista, coros
- Charlie Watts: batería
- Bill Wyman: bajo
- Lisa Fischer: coros
- Nicky Hopkins: piano, órgano
- Bobby Keys: saxo
- Cindy Mizelle: coros

## Posicionamiento en las listas
| Listas (2010)                      | Mejor posición |
| ---------------------------------- | -------------- |
| Francia (SNEP)                     | 15             |
| Países Bajos (Mega Single Top 100) | 3              |
| Suecia (Sverigetopplistan)         | 27             |